# Collège Saint-Louis (Téhéran)
Pour les articles homonymes, voir Collège Saint-Louis.
Le collège Saint-Louis (en persan : مدرسهٔ سَن لویی) est une école fondée à Téhéran en Iran en 1862 par des lazaristes catholiques. Il organisait des cours en persan et en français pour les  élèves du niveau scolaire primaire et secondaire. C'était à l'origine une école de garçons, mais son succès a conduit à la création d'une école de filles similaire sous le nom de lycée Jeanne-d'Arc (Téhéran).
Le collège Saint-Louis, qui se distinguait des autres écoles en raison de la nature des méthodes de ses enseignants, devint la plus grande école de Téhéran avec plus de 350 élèves.
Une partie des intellectuels de l'histoire, de la littérature, de la musique iranienne ont étudié dans ce collège. Parmi ceux-ci : Nima Youchidj, Sadegh Hedayat, Ali-Naqi Vaziri (en), Parviz Natel-Khanlari (en).
En 1973, l'école a fusionné avec l'école française lycée Razi,.

## Histoire
Sous le règne de Karim Khan, les relations entre l'Iran et la France étaient bonnes et un groupe de missionnaires lazaristes a été autorisé à construire des écoles catholiques en Iran. Des missionnaires chrétiens, des Lazaristes se sont d'abord installés près d'Ourmia en 1838 , puis à Tabriz où ils ont ouvert des écoles pour les Arméniens et les chrétiens assyriens sous le règne de  Mohammad Chah Qadjar. Eugène Boré, le célèbre missionnaire français, a joué un rôle important dans l'ouverture de l'école de Tabriz.
La première de ces écoles a été ouverte dans le village de Khosrowabad (en) (près de Salmas, où la quasi-totalité de sa population était chrétienne à l'époque en 1840. Puis des dizaines d'écoles pour garçons et filles ont été créées dans la région de la province iranienne d'Azerbaïdjan. En 1863, une branche pour filles a été ouverte dans le district de La Nouvelle-Djolfa à Ispahan, et en 1875, une branche pour garçons a été ouverte dans la même ville   
On estime qu'à cette époque environ 40 000 chrétiens vivaient dans les régions d'Ourmia et du Kurdistan, 34 000 à Tabriz, 7 000 à La Nouvelle-Djolfa, quartier Arménien d'Ispahan, et plusieurs milliers d'autres chrétiens à Téhéran et dans d'autres villes d'Iran, dont beaucoup étaient catholiques.
Bien que ces écoles fussent principalement destinées aux Arméniens et aux Assyriens, les musulmans y étudiaient également, malgré le fait que les cours y était donnés en partie en français. La littérature persane était également enseignée dans l'école. Leur but était d'encourager les Iraniens arméniens (qui étaient principalement des adeptes de l'orthodoxie et les Assyriens d'Iran (qui étaient généralement des fidèles de l'Église d'Orient ou des luthériens) à rejoindre le catholicisme
.
C'est en mars 1862, que les bâtiments du  collège Saint-Louis ont été construits dans le quartier de Iallazar à Téhéran. C'était une école de garçons et, au début, les élèves n'étaient que 15 de la première à la cinquième année, musulmans et catholiques confondus. Plus tard, et à partir de 1913, des cours de niveau secondaire sont dispensés également (d'abord pour les sixièmes et septièmes années; puis pour les huitièmes et neuvièmes années,.
Le diplomate français Arthur de Gobineau, présent à la cour Qadjar a été l'initiateur de la création de ce collège.
En 1865, une section des filles a été ajoutée au collège sous le nom de lycée Jeanne-d'Arc.
Durant les premières années, les élèves musulmans du collège Saint-Louis étaient moins nombreux que les élèves arméniens ou assyriens, mais plus tard, le ministre de la culture a alloué des fonds de telle manière que les élèves musulmans ont dépassé en nombre les Arméniens et les Assyriens.
Les années suivantes, d'autres écoles étrangères ont été créées en Iran, plus que des écoles iraniennes. Beaucoup d'hommes, des fonctionnaires surtout, ont étudié dans ces écoles à cette époque.
Avec le déclenchement de la Première Guerre mondiale, bon nombre de ces écoles étrangères ont été fermées, y compris le collège Saint-Louis. Mais certaines d'entre elles on repris leurs activités après la guerre, c'est le cas du collège Saint-Louis.
Peu à peu l'enseignement du farsi est devenu plus courant dans ce collège que ce qu'il était à l'origine, les classes fonctionnant en français le matin, et en farsi l'après-midi. L'administration était confiée à un ecclésiastique.
À la fin de la sixième année, les élèves devaient passer un examen en français et un en farsi pour recevoir leur certificat d'études primaires. Les élèves qui réussissent les deux examens étaient autorisés à passer dans l'enseignement secondaire en septième, huitième puis neuvième année. La littérature, l'histoire et la géographie leur sont alors enseignées ces années par des professeurs persans. Les mathématiques, la physique et la chimie et biologie en français par des missionnaires professeurs catholiques français. À la fin de la neuvième année, un autre examen final est organisé.
Les élèves qui ne réussissaient pas le test de français à la fin de la sixième année pouvaient poursuivre leur cursus en persan et essayer de repasser le test de français.
Après la Seconde Guerre mondiale, et sous le règne de Mohammad Reza Pahlavi, le collège Saint-Louis a été déplacé de quartier vers celui d'Abbasabad. En 1973, il a fusionné (écoles primaires et secondaires) avec le lycée Razi (rue Valiyasar, Téhéran).

## Bâtiments

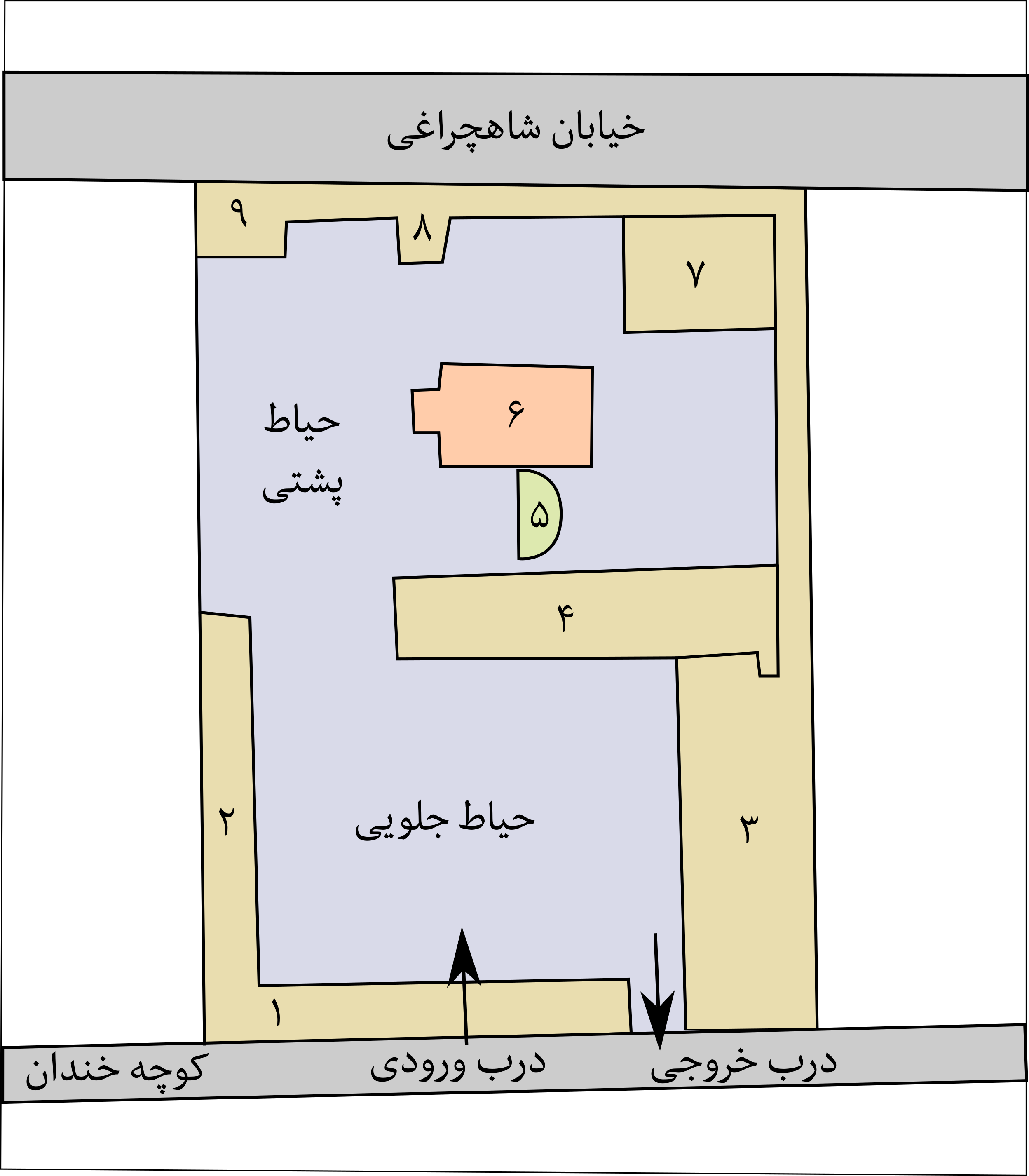
Plan du collège Saint-Louis à Téhéran.

Le collège Saint-Louis, après 1909, a été transféré au « complexe du Sultanat », situé entre les rues de lallazar et Ferdowsi à Teheran. Sa superficie s'étend sur environ quatre mille mètres carrés. En 1961 l'ancien bâtiment a été détruit et un nouvel ensemble a été construit. Aux quatre sections principales  ont été ajoutés un bâtiment résidentiel pour les prêtres et visiteurs et une église au milieu du complexe (capacité:50 personnes)  
,.

## Particularités
La collège Saint-Louis était la plus grande école de Téhéran au moment de sa fondation. Les comportements et les origines des enseignants de l'école Saint-Louis le distinguaient des autres écoles. Les châtiments corporels, qui étaient courants dans les écoles iraniennes à l'époque, n'y étaient pas utilisés. De plus, l'école aidait les parents des enfants en temps de crise. Une autre caractéristique de l'école était la façon dont elle était financée. Outre les frais de scolarité, l'école obtenait des financements de plusieurs autres manières. Une fondation, basée à Paris, payait une partie des dépenses de l'école, et les gouvernements français et iranien contribuaient aux frais de l'école. De plus, les élèves défavorisés étaient autorisés à étudier gratuitement et le ministère de l'éducation accordait des subventions pour atteindre cet objectif. La condition d'admission gratuite des élèves était de ne pas pouvoir se permettre une inscription sur le plan financier et d'avoir des dossiers scolaires positifs.

## Enseignants et élèves
Au moment de sa création, le collège Saint-Louis ne comptait que 15 élèves. Mais à partir de 1911, leur nombre est passé à 350. Parmi les professeurs les plus éminents on compte Ali Soheili. Parmi les élèves on compte Sadegh Hedayat, Daryush Shayegan, Said Naficy et de nombreux autres personnalités.